# Neophylax oligius
Neophylax oligius är en nattsländeart som beskrevs av Ross 1938. Neophylax oligius ingår i släktet Neophylax och familjen Uenoidae. Inga underarter finns listade i Catalogue of Life.